# Isha

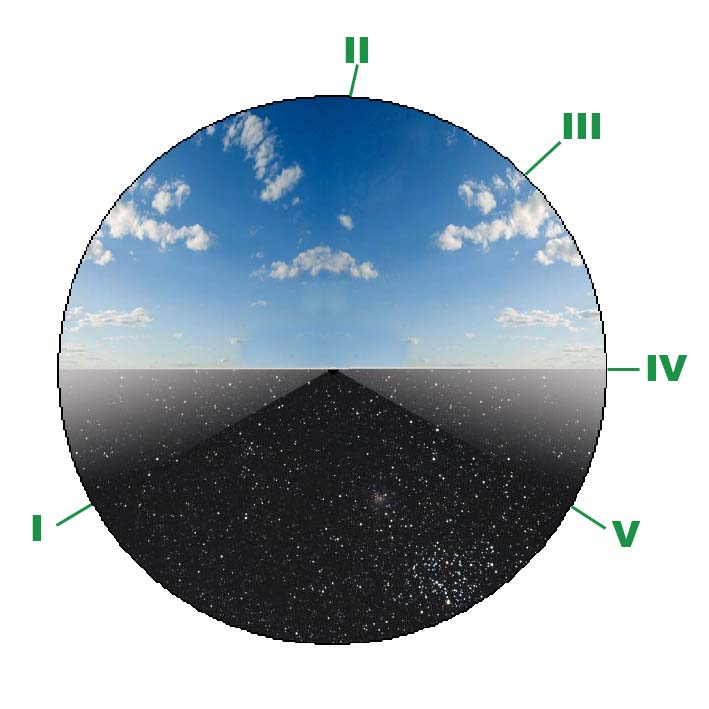
De vijf tijden van de salat ten opzichte van de dag en nacht, isha is aangegeven met V

Isha (Arabisch:'عشاء') is binnen de islam het nachtgebed dat onderdeel is van de vijfmaaldaagse salat en daarmee onderdeel van de Vijf zuilen van de islam. Het wordt als tweede op een dag verricht.
Isha bestaat uit vier verplichte ra’kaat. De leider van de salat, imam genoemd, reciteert hardop. Na de verplichte ra’kaat kan een moslim twee extra soennah ra’kaat verrichten. Volgens sommige madhhabs is het een reiziger toegestaan isha in te korten tot twee ra’kaat. Na isha kunnen nog een aantal soorten van vrijwillige salats worden verrichten.
De madhhabs zijn niet eensgezind over de tijd waarop isha begint. Volgens de malikieten en de sjafieten begint die tijd, nadat ‘de rode draad uit de lucht verdwenen is’. De hanafieten laten de tijd voor isha vallen bij het intreden van de volledige duisternis (als de zon 18° onder de horizon staat). Gedurende een aantal maanden in de lente en in de zomer treedt die toestand niet op in Nederland en België en vervalt daarom voor hen de tijd van dit gebed. Het wordt wel na maghrib en voor fajr gebeden, omdat de verplichting van het bidden ervan wel bestaat.
De eindtijd voor het verrichten van isha is in principe voordat fajr begint. Malikieten vinden het echter niet wenselijk om dit gebed na een derde van de nacht te verrichten, waarbij de nacht ingaat bij maghrib en eindigt bij fajr.